# Marsilea
Marsilea es un género de helechos de la familia Marsileaceae. Se distingue de los otros dos géneros (Regnellidium y Pilularia) en que posee frondas con cuatro pinas apicales, lo que lo hace parecer un trébol de cuatro hojas, pese a que no sea una planta de tréboles verdadera.

## Ecología
Su distribución es cosmopolita, pero está distribuido espaciadamente en regiones templado-cálidas y en islas oceánicas (Launert 1968, Kubitzki 1990). La diversidad de especies es mayor en África.
Crece en hábitats que son estacionalmente húmedos donde las plantas pueden ser emergentes o sumergidas en su mayor parte salvo por las pinas flotantes, y también en aguas poco profundas al borde de estanques, lagos o ríos (Launert 1968, 2003; Johnson 1986; Kornas 1988).
Marsilea posee adaptaciones para colonizar hábitats anfibios (Johnson 1986).

## Descripción
Introducción teórica en Terminología descriptiva de las plantas
Las frondas de Marsilea son diferentes a las de todos los demás helechos, poseen un pecíolo terminado en 4 pinas (dos pares de pinas) en un arreglo en forma de cruz. Las pinas son típicamente cuneadas a flabeladas, y glabras a pubescentes (Gupta 1962, Launert 1968, Johnson 1986). La morfología de la hoja de Marsilea varía con las condiciones ambientales, en las plantas sumergidas los márgenes de las pinas son enteros a crenulados, mientras que en plantas emergentes son crenados a lobados (Launert 1968, Johnson 1986, Kornas 1988). Las hojas poseen otros caracteres que no son útiles para la sistemática debido a la variabilidad intraespecie: indumento, distribución de los estomas, forma de la pina (Launert 1968).
Las estructuras reproductivas de Marsilea nacen de tallos (también llamados "pedúnculos", "estipes" o "pedicelos", Nagalingum et al. 2007). Los esporocarpos de Marsilea constan de una pared esclerificada que contiene soros bisporangiados (Nagalingum et al. 2006). Los soros encierran dos tipos de esporas: las megasporas que producen un gametófito femenino, y las microsporas que producen gametófitos masculinos. Los esporocarpos de Marsilea son muy resistentes a la disecación, y pueden "germinar" (esto es, puede romperse la pared del esporocarpo y liberar las esporas) aún después de más de 100 años de dormición (Gupta 1962, Bhardwaja 1980, Johnson 1985). La "germinación" ocurre al hidratarse el esporocarpo. En contraste con la plasticidad de los caracteres de la hoja, el esporocarpo provee de numerosos caracteres que pueden ser utilizados para la delimitación entre especies, como número de esporocarpos unidos al pecíolo, punto de unión del esporocarpo y del tallo ("stalk"), número de soros por esporocarpo, y número de mega y microesporangios por soro (Tyron y Tyron 1982, Johnson 1986, Kubitzki 1990). Los caracteres del esporocarpo han sido utilizados por los taxónomos debido a su consistencia a diferentes condiciones ambientales.

## Filogenia y taxonomía
Introducción teórica en Filogenia y Taxonomía
Nagalingum, Schneider y Pryer (2007) presentan un estudio de la filogenia de 26 especies de Marsilea hecha sobre las secuencias de ADN atpB, rbcL, rps4, rps4-trnS, trnLF, trnGR. El género se encuentra dividido en dos grupos, llamados Grupo I y Grupo II. Los subgrupos dentro de los grupos recibieron nombres informales que aquí serán expuestos.
El Grupo I contiene relativamente pocas especies, con hojas glabras (aunque a veces pueden verse algunos pelos), esporocarpos sin rafe ni dientes, y tiene preferencia por la condición sumergida (dicho de otra forma son intolerantes a la desecación). Pertenecen al grupo I (entre paréntesis la región de la que fueron tomadas las muestras):
Subgrupo "clemys":
- Marsilea crotophora (del Nuevo Mundo)
- Marsilea polycarpa (del Nuevo Mundo)

Subgrupo "mutica"
- Marsilea mutica (de Australasia)

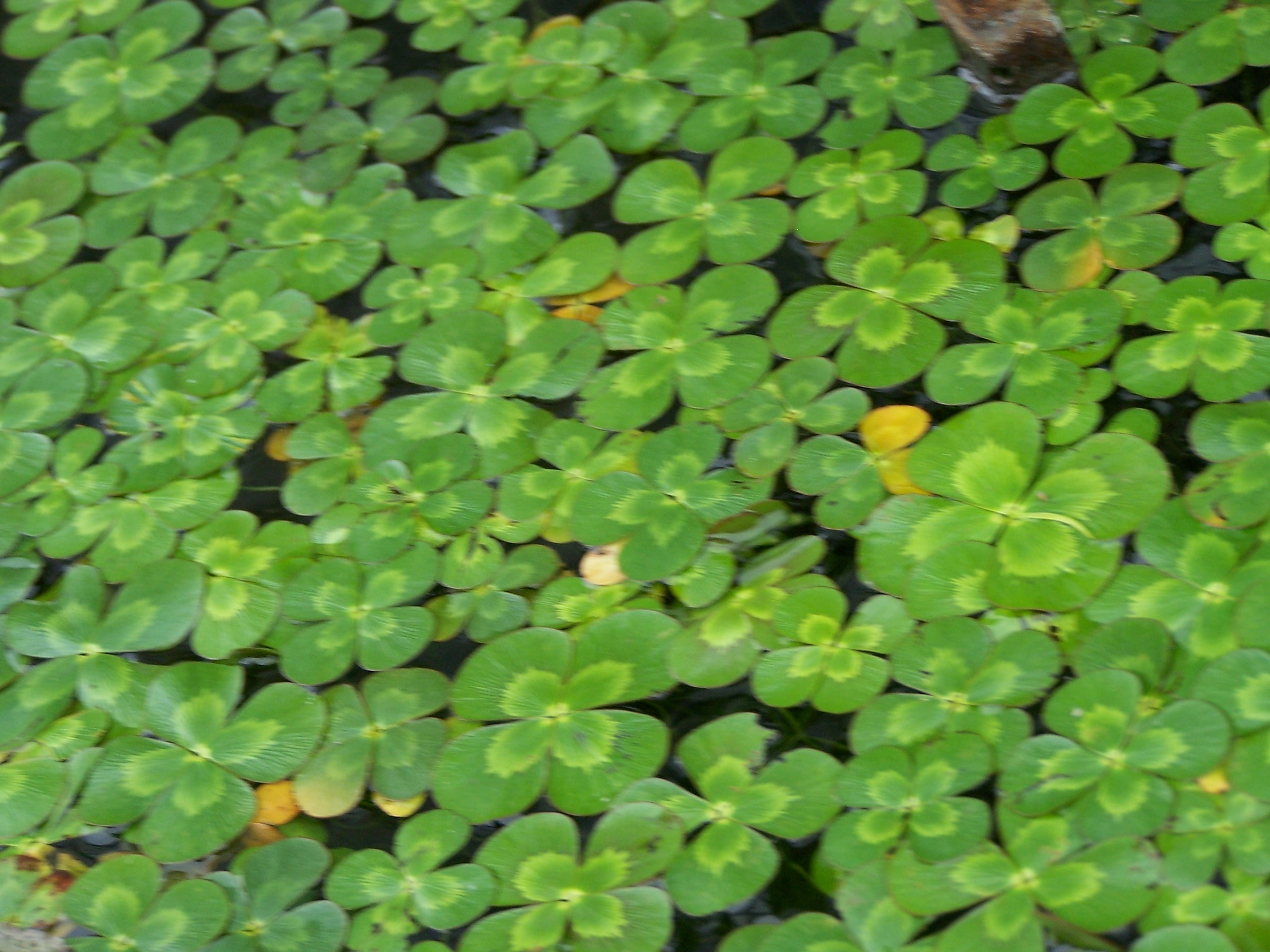
Marsilea mutica.

El Grupo II es relativamente diverso, sus miembros tienen hojas pubescentes, esporocarpos con rafe y de cero a dos dientes, y las plantas normalmente emergen en los bordes de los lagos y los estanques. Dentro del Grupo II se encuentran 5 subgrupos: 3 son predominantemente africanos, uno es del Nuevo Mundo, y uno es del Viejo Mundo. Pertenecen al Grupo II:
Subgrupo 1 ("macrocarpa"):
- Marsilea aegyptiaca (de África y Asia)
- Marsilea botryocarpa (de África)
- Marsilea ephippiocarpa (de África)
- Marsilea farinosa (de África)
- Marsilea macrocarpa (de África)
- Marsilea schelpiana (de África)
- Marsilea vera (de África)
- Marsilea villifolia (de África)

Subgrupo 2 ("nubica"):
- Marsilea nubica Botsuana (de África)
- Marsilea nubica Nigeria (de África)

Subgrupo 3 ("capensis"):
- Marsilea capensis (de África y Asia)
- Marsilea gibba (de África)
- Marsilea distorta (de África)

Subgrupo 4 ("marsilea"):

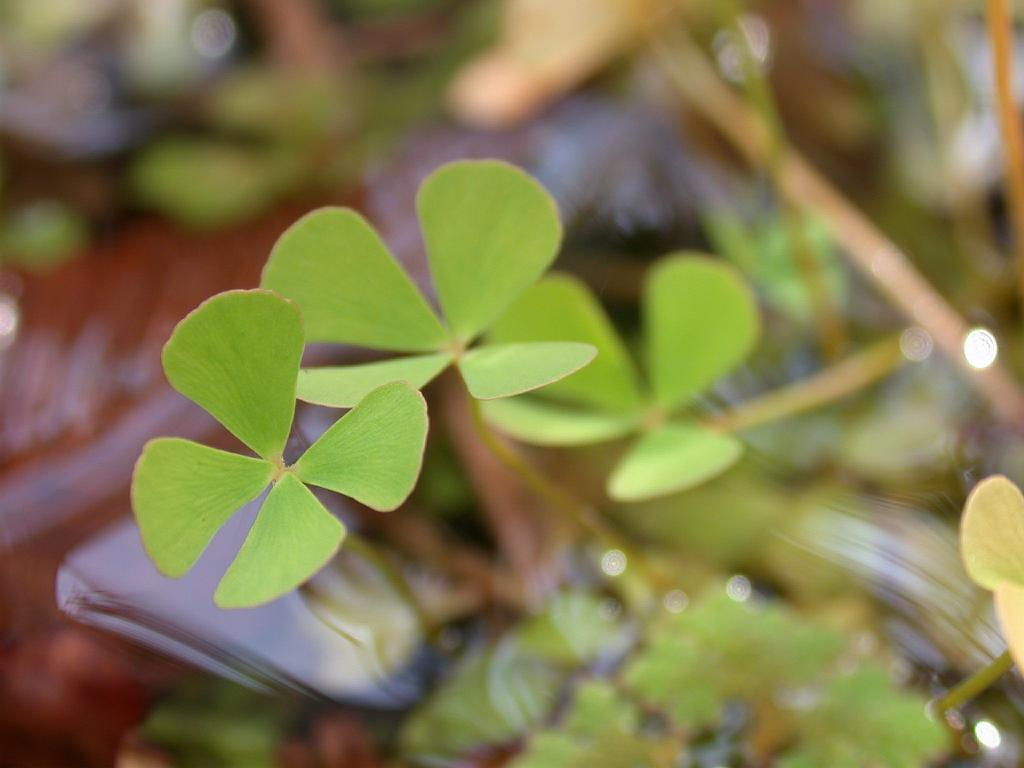
Marsilea quadrifolia.

- Marsilea angustifolia (de Australasia)
- Marsilea drummondii (de Australasia)
- Marsilea crenata Indonesia (de Asia subtropical-tropical, incl. península malaya)
- Marsilea crenata Tailandia (de Asia subtropical-tropical, incl. península malaya)
- Marsilea minuta India (de Asia subtropical-tropical, incl. península malaya)
- Marsilea minuta Burma (de Asia subtropical-tropical, incl. península malaya)
- Marsilea minuta África (de África)
- Marsilea fadeniana (de África)
- Marsilea quadrifolia (de Asia y Europa templadas)

Subgrupo 5 ("nodorhizae"):
- Marsilea ancylopoda (del Nuevo Mundo)
- Marsilea macropoda (del Nuevo Mundo)
- Marsilea nashii Turk island (del Nuevo Mundo)
- Marsilea nashii  Indias occidentales (del Nuevo Mundo)
- Marsilea oligospora (del Nuevo Mundo)
- Marsilea vestita (del Nuevo Mundo)
- Marsilea villosa (del Nuevo Mundo)
- Marsilea mollis (del Nuevo Mundo)

Al analizar la morfología del esporocarpo a la luz de la filogenia, los autores concluyen que la presencia de un rafe y de un diente superior son sinapomorfías confiables para distinguir entre especies de Marsilea (no así con el diente inferior ni con el lugar de maduración del esporocarpo).